# 업비트
업비트(영어: UPbit)는 주식회사 '두나무'에 의해 2017년 10월 출시한 대한민국의 암호화폐 거래소이다. 2021년 4월 29일 기준 178개 코인 및 292개 마켓을 운영하고 있다.

## 개요
업비트의 운영회사인 두나무는 2012년 출범하였다. 2014년 카카오톡 연동 주식 거래 서비스인 '카카오스탁'을 위탁 개발하고 운영해본 경험을 갖고있었다. 이 경험을 바탕으로 글로벌 암호화폐 거래소인 '비트렉스(Bittrex)'와 독점 제휴를 통해 2017년 10월 대한민국에 암호화폐 거래소인 '업비트' 출시한다. 이후 단숨에 대한민국의 거래규모 1위로 올라서며 주목을 받게된다. 한동안 거래 점유율 1위를 지키던 라이벌 거래소인 '빗썸'이 보안 문제로 거래가 줄어드는 동안 신생 거래소였던 업비트가 치고 올라온 것이다. 타 암호화폐 거래소에서는 거래 가능한 암호화폐가 10 ~ 30종에 불과하지만 약 200개의 암호화폐를 다루는 비트렉스와 제휴한 업비트는 100종 이상을 복잡한 과정을 거치지 않고 거래할 수 있어 인기를 끌었다는 설명이다.
카카오톡 계정을 이용해 손쉽게 계좌 개설과 로그인을 할 수 있는 것도 큰 장점이였다.
카카오의 두나무 지분율은 8.8%다. 또 카카오의 100% 자회사인 케이큐브벤처스가 두나무의 지분 약 13.3%를 보유하고 있으며, 카카오가 33%의 지분을 보유하고 있는 카카오 청년창업펀드도 약 3.1%의 지분을 보유하고 있는 것으로 파악되고 있다. 계정 접근성을 높이기 위해 '카카오페이 인증'을 지원한다.
PC·모바일 앱을 통해 24시간 실거래가 가능하며, 언제 어디서나 계좌를 모니터링하고 거래할 수 있도록 락스크린, 실시간 알림 등 모바일에 최적화된 서비스를 지원하고 있다.
2016년 두나무의 매출은 15억 원에 당기순손실 21억 원을 기록한 중소 개발사에 불과했지만, 2017년 업비트를 출시한 후 하루 매출이 수십억원에 달하였다. 하지만, 이후 지속적인 하락장이 이어짐에 따라 감소하고 있는 추세이다. 일각에서는 서버 비용과 인건비를 제외한 매출액 대부분이 영업 이익으로 잡히는 IT업체 특성상 2017년의 두나무 영업이익은 수천억 원에 달할 것이라는 예상도 나왔다.
2018년 5월 11일 국내 1위 가상통화 거래소 업비트의 검찰 압수수색 여파로 가상통화 가격이 약세를 나타냈다. 12일 업비트에 따르면, 이날 오후 2시52분 비트코인(BTC) 가격은 5000만원으로 전일 대비 7만3000원(0.79%) 떨어졌다. 이더리움도 72만9900원, 리플은 726원으로 전일 대비 각각 1.9%, 2.55% 하락세다. 최근 9000~1만 달러 사이의 박스권에 갇혀있던 비트코인은 11일 한국 검찰의 업비트 압수수색 이후 9000달러선 아래로 떨어졌다.
케이뱅크와 제휴하고 있어 입출금이 용이하다.

## 2019년 해킹 사건
2019년 11월, 업비트는 이더리움 34만2천 개(당시 시세 약 580억 원)를 해킹으로 탈취당했다. 이로 인해 2주간 가상화폐 입출금이 정지되었다. 2024년 3월 21일 경찰청 국가수사본부는 5년간의 수사 끝에 이 사건이 북한의 해킹 조직 '라자루스'와 '안다리엘'의 소행이라고 발표했다. 이는 국내 가상자산 거래소를 대상으로 한 북한의 사이버 공격이 공식 확인된 첫 사례다.
탈취된 가상자산의 절반 이상은 가상자산 교환사이트 3곳을 거쳐 비트코인으로 전환되었으며, 나머지는 해외 51개 거래소로 분산 전송되어 자금 세탁이 이루어진 것으로 확인되었다. 경찰은 2023년 10월 스위스 거래소에 보관된 4.8비트코인(약 6억 원 상당)을 환수하여 피해 회복에 착수했다.